# Хипоксия
Хипоксията (от гръцки: ὑπό – малко, ὀξύς – кислород) е медицински термин, с който се означава недостатъчното снабдяване с кислород на клетки, тъкани, органи или целия организъм.

## Класификация
В зависимост от своята етиология хипоксията може да бъде:
- респираторна – дължи се на дихателна недостатъчност (при заболявания на белия дроб, счупване на ребра и др.);
- кардио-васкуларна – дължи се на сърдечно-съдова недостатъчност (при редица сърдечни и съдови заболявания);
- хемотрофична – дължи се на невъзможност за циркулация на кръвта от и/или към хипоксичните тъкани (при силно притискане на тъканите и/или кръвоносните съдове);
- хипобарна – настъпва при голяма надморска височина (където съдържанието на кислород в атмосферата е много по-ниско, отколкото на морското равнище – планински върхове, самолети), при изчерпване на кислорода в бутилките на водолази и космонавти и други.

В зависимост от своята локализация хипоксията може да бъде:
- локална (местна) – при притискане или измръзване на крайници и други ограничени части от тялото;
- генерализирана (обща) – при болести на сърцето и белия дроб, отравяне с цианиди и др.

## Симптоми
Хипоксията възниква в резултат на хипоксемията – пониженото съдържание на кислород в кръвта. Основният симптом на локалната хипоксия е цианозата.
Симптомите на генерализираната хипоксия са:
- учестяване на пулса;
- учестяване на честотата на дихателните движения;
- забавяне и спиране на двигателната активност;
- чувство на задушаване.

Със задълбочаване на състоянието пациентите стават тревожни, освобождават се от дрехите си и се стремят да си набавят повече кислород (отварят врати и прозорци, опитват се да излязат на открито).